# Тойген-Хаузенская битва
Тойген-Хаузенская битва (фр. Bataille de Teugen-Hausen) произошла 19 апреля 1809 года, в начале войны Пятой коалиции, между французскими войсками маршала Даву и частями австрийской армии эрцгерцога Карла. Сражение закончилось победой французов.
Рано утром 10 апреля 1809 года эрцгерцог Карл пересек Инн и вторгся в Баварию, в то время как в то же время эрцгерцог Иоганн пересек итальянскую границу со своей австрийско-итальянской армией. Это одновременное наступление положило начало войне Пятой коалиции. Целью австрийцев было прежде всего вернуть территории, утраченные после войны 1805 года, и вытеснить французов из Центральной Европы, в то время как большая часть французской армии была скована войной в Испании за Пиренеями. Австрийцы оттеснили баварскую армию через Изар к Абенсу. 3-й армейский корпус маршала Даву численностью более 60 000 человек, который располагался лагерем  в Верхнем Пфальце близ Регенсбурга, был застигнут врасплох австрийским наступлением и последующим продвижением почти к Дунаю и почти изолирован от основных французских армий на Лехе. Даву двинул свой корпус на юго-восток в попытке соединиться с баварцами маршала Лефевра и другими французскими частями.
Эрцгерцог Карл решил разбить корпус Даву, чтобы уничтожить фланг обороны французов. Корпус Даву состоял из героев Ауэрштета и включал в себя гвардию императора, другие корпуса которой находились в Испании. Карл заметив движение корпуса Даву, вышедшего из Регенсбурга, решил перехватить колонны на марше и разбить их по отдельности превосходящими силами. Для этого манёвра он выделил три корпуса, поставив перед ними цель уничтожения французских сил. По данным разведки, корпус Даву был растянут на несколько километров и перемещался по дороге из Регенсбурга в Абенсберг.

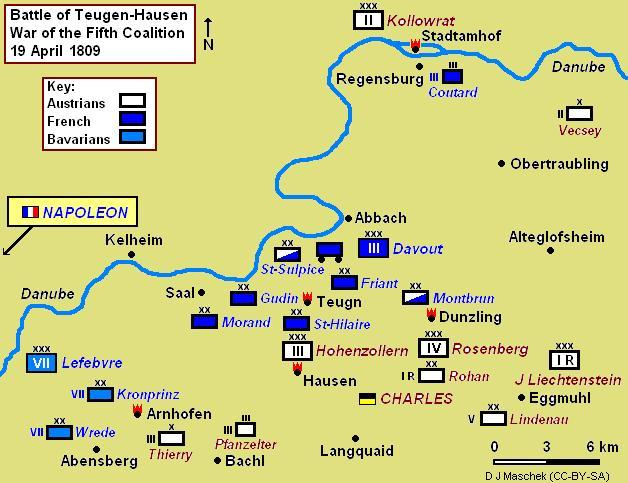
Карта-схема сражения.

Вовремя предупрежденный патрулями, маршал Даву расположился с двумя из своих пяти дивизий на лесистом хребте между деревнями Тойген и Хаузен (Кюхберг) и занял деревню Хаузен. Остальные его дивизии и обоз продолжали марш в направлении Абенсберга. Около 11 часов III австрийский корпус под командованием фельдмаршала принца фон Гогенцоллерн-Гехингена атаковал дивизии Даву, размещенные на хребте, первой столкнувшись с дивизией генерала Сент-Илера. Вскоре австрийцы захватили деревню. Три попытки штурма хребта не удались, так как артиллерия не могла поддержать атаки в густом лесу. Почти в то же время IV австрийский корпус под командованием фельдмаршала князя Розенберга столкнулся у Дюнцлинга с усиленной кавалерийской дивизией генерала Монбрена, которую австрийцы отбросили после продолжительного боя.
Принц Гогенцоллерн послал гонца к Карлу и попросил о помощи в отправке резервных гренадеров, дислоцированных поблизости. Пересечённая местность препятствовала курьеру, и когда эрцгерцог, наконец, получил сообщение, то побоялся отправить силы без должной разведки. Не начав действовать, Карл потерял возможность разбить один из элитных корпусов Наполеона. Только к вечеру он послал ему дополнительные войска из IV корпуса для атаки на Даву, а тем временем последний отозвал одну из своих дивизий, которая находилась на марше к Абенсу.
Даву, ограничившись арьергардным боем, отступил к Тойгену, таким образом открыв линию коммуникации с баварцами, двигавшимися с запада. В 5 часов вечера начавшаяся гроза положила конец сражению. Французы потеряли около 3000 человек. Потери австрийцев, которые непрерывно атаковали в течение всего дня, составили более 5000 солдат. Французские войска вышли ясными победителями из этой битвы, и Даву вскоре соединился с союзными войсками около Абенсберга. Таким образом, Тойген-Хаузенская битва стала упущенной возможностью для эрцгерцога Карла серьезно ослабить армию Наполеона в начале кампании 1809 года.